# Dendrelaphis walli
Espèce
Synonymes
- Dendrelaphis gorei Wall, 1921

Statut de conservation UICN

 LC  : Préoccupation mineure
Dendrelaphis walli est une espèce de serpents de la famille des Colubridae.

## Répartition
Cette espèce est endémique des plaines du Sud et du Sud-Ouest de la Birmanie.

## Description
L'holotype de Dendrelaphis walli, une femelle adulte, mesure 75,5 cm dont 22,5 cm pour la queue. Son corps est très fin. Ses yeux présentent des pupilles rondes. Son dos est brunâtre ; sa gorge et sa face ventrales sont blanches.

## Taxinomie
Vogel et Van Rooijen indiquent que deux espèces précédemment décrites, Dendrelaphis biloreatus Wall, 1908 et Dendrelaphis gorei Wall, 1910, seraient pertinentes dans le cadre de leur étude. Toutefois ils précisent qu'aucun de ce type ne concorde exactement avec le phénotype découvert dans le sud de la Birmanie, ce qui justifie à leurs yeux la création de cette nouvelle espèce.

## Étymologie
Son nom d'espèce lui a été donné en l'honneur de Frank Wall, médecin militaire et herpétologiste britannique, pour son travail sur le genre Dendrelaphis.

## Publications originales
- Vogel & van Rooijen, 2011 : Description of a new species of the genus Dendrelaphis Boulenger, 1890 from Myanmar (Squamata: Serpentes: Colubridae). Bonn zoological Bulletin, vol. 60, no 1, p. 17-24 (texte intégral).
- Wall, 1921 : Remarks on the Indian species of Dendrophis and Dendrelaphis. Records of the Indian Museum, vol. 22, p. 151-162 (texte intégral).